# Ordre de Souveraineté
L'ordre de Souveraineté (en arabe : Al Wissam Al-Mohammadi) est un wissam royal, ordre honorifique dont les distinctions sont décidées et décernées par le roi du Maroc aux membres de la famille royale, aux rois, chefs d’État et princes étrangers. Il fut créé le 16 novembre 1955.

## Insigne
L'insigne est composé d'un collier en or et pierres précieuses orné au centre d’une plaque en or de 67 mm de diamètre

## Grades
L'ordre du Ouissam El Mohammadi comporte une classe exceptionnelle, une première classe et une deuxième classe.
Classe exceptionnelle. Ce grade comporte un collier, en or et pierres précieuses, avec au centre, les armoiries du Royaume.
Une plaque en or de 67 mm de diamètre suspendu au collier. Au centre de la plaque, sur un fond en émail vert et entourées de brillants, les armoiries du Royaume avec en exergue l'inscription El Mohammadi.
Première classe. Ce grade comporte une plaque en or, identique à celle de la classe exceptionnelle. La plaque est portée sur le côté gauche de la poitrine.
Deuxième classe. ce grade comporte une plaque en or, identique à celle de la classe exceptionnelle à l'exclusion  du cercle de brillants.

La plaque est portée sur le côté gauche de la poitrine.

## Récipiendaires
Classe exceptionnelle
2001
- émile lahoud, président de la République libanaise[3].

2002
- Hamad Ben Khalifa Al-Thani, émir du Qatar[4].

2003
- Pervez Musharraf, président de la république islamique du Pakistan[5].

2004
- Ricardo Lagos, président du Chili[6],[7].
- Alejandro Toledo, président du Pérou[8].

2007
- Nicolas Sarkozy, président de la République française[9].

2008
- Akihito, empereur du Japon[10].
- Michiko Shōda, impératrice consort du Japon.

2013
- François Hollande, président de la République française[11],[12].
- Alassane Dramane Ouattara, président de la Côte d'Ivoire[13].
- Tamim Ben Hamad Al-Thani, émir du Qatar[14].

2014
- Ibrahim Boubacar Keïta, président de la république du Mali[15].
- Alpha Condé, président de la Guinée[16].
- Moncef Marzouki, président de la République tunisienne[17],[18].

- Felipe VI et Leitizia, roi et reine consort d'Espagne[19],[20],[21].

2015
- Mohammed Ben Zayed Al-Nahyane, prince héritier d’Abou Dhabi[22],[23].
- José Mario Vaz, président de la république de Guinée-Bissau[24],[25].

2016
- Paul Kagame, président de la république du Rwanda[26],[27].
- Marcelo Nuno Duarte Rebelo de Sousa, président de la République portugaise[28].
- John Pombe Magufuli, président de la république unie de Tanzanie[29].

- Hery Rajaonarimampianina, président de la république de Madagascar[30],[31].

2017
- Nana Akufo-Addo, président de la république du Ghana[1].

2021
- Donald Trump, président des États-Unis[32]

2024
- Emmanuel Macron, président de la République française.

Deuxième classe
2007
- Lalla Aïcha, princesse marocaine[33].
- Lalla Malika, princesse marocaine.
- Lalla Fatima Zahra, princesse marocaine.
- Lalla Lamia, princesse marocaine.
- Lalla Amina, princesse marocaine[34].